# عمرو بن جنادة الأنصاري
عمرو بن جنادة الأنصاري رافق الحسين بن علي بن أبي طالب إلى كربلاء وشارك معه هو ووالده.

## نسبه
هو عمرو بن جنادة بن كعب بن الحارث الأنصاري

## مقتله
قاتل في كربلاء وقتل وعمره بين 9 و11 سنة، وكان يقول وهو يقاتل: